# András Parti
András Parti (nascido em 17 de setembro de 1982) é um ciclista húngaro que competiu no ciclismo nos Jogos Olímpicos de Verão de 2008, 2012 e 2016, representando a Hungria.